# Черна (река)
Черна (рум. Cerna) је река у југозападној Румунији. Извире на Годеанским планинама (група Карпата), а улива се у Дунав код Оршаве. Дужина реке износи 84 km. Река протиче кроз три румунска округа: Караш-Северин (највећи део тока), Горж (горњи ток) и Мехединци (средњи део тока - граница са Караш-Северином, доњи ток при ушћу).

## Етимологија
Назив Черна потиче од словенске речи черно што значи црно.

## Географске карактеристике
Река Черна извире на југоисточним падинама Годеанских планина (група Карпатских планина), а њен горњи део тока се понекад назива и Чернишоара (рум. Cernișoara). Укупна дужина водотока је 84 километара, а тече правцем североисток-југ. Узводно од села Черна-Сат налази се вештачка акумулација површине око 3 km², језеро Ваља луј Јован (у  преводу Језеро Јованове долине) или језеро Черна.
Осим овог језера, низводно се налази још једно мање језеро удаљено 6 км од Баиле Херкулане, а то је језеро Херкулане (језеро Присака) површине 87 хектара.
Черна представља природну границу између округа Мехединци и Караш-Северин у дужини од 25 км, а ток реке од извора до Баиле Херкулане се налази у оквиру Националног парка Домоглед-Долина Черне.
Њена најбитнија притока је Беларека, која се улива са десне стране код села Печинишка. Насеља у кроз које протиче у доњем делу тока су Барза, Топлец и Оршава. Код Оршаве се улива у Дунав формирајући залив.

## Галерија
- Черна код ушћа у Дунав
- Черна у НП Домоглед-Долина Черне
- Мост преко Черне код Баиле Херкулане
- Черна код Баиле Херкулане
- Ушће Белареке у Черну
- Мутна Черна